# 659
659 (DCLIX) var ett normalår som började en tisdag i den julianska kalendern.

## Händelser

### Okänt datum
- Ealdorm'n i Mercia gör uppror mot Northumbrias styre och förklarar Wulfhere kung.
- Japanska diplomater skickas till Tangdynastin. Där har de audiens hos Tangkejsaren.

## Födda
- Fujiwara no Fuhito
- He Zhizhang
- Egilona, västgotisk drottning.

## Avlidna
- 17 mars — Sankta Gertrud av Nivelles, abbedissa
- Han Yuan
- Liu Shi, kinesisk kansler av Tangdynastin
- Zhangsun Wuji, kinesisk kansler av Tangdynastin